# Bovicola caprae
Bovicola caprae – pasożyt należący obecnie do Phthiraptera, według dawnej systematyki należał do wszołów. Jest pasożytem kóz i kozic.
Samiec długości 1,3 mm, samica 1,6 mm. Spłaszczony grzbietowo-brzusznie. Posiadają 3 pary odnóży, które są zakończone pazurkami. Bytują na grzbiecie we włosach. Występuje w Europie i Ameryce Północnej.